# کارل فلش
کارل فلش (آلمانی: Carl Flesch; مجاری: Flesch Károly؛ ۹ اکتبر ۱۸۷۳ – ۱۴ نوامبر ۱۹۴۴) یک نوازنده ویولن و مدرس برجستهٔ موسیقی اهل مجارستان بود.
کارل نواختن ویولن را از سن ۷ سالگی آغاز کرد. سپس او را در سن ۱۰ سالگی به وین فرستادند تا زیر نظر «یاکوب گرون» فراگیری‌اش را ادامه دهد و سرانجام به «کنسرتوار پاریس» رفت و تحصیلاتش را در آنجا ادامه داد.
کارل فلش، بعدها خودش به کار آموزش و تربیت ویولن‌نوازان در بخارست (۱۹۰۲–۱۸۹۷)، آمستردام (۱۹۰۸–۱۹۰۳) و فیلادلفیا (۱۹۲۸–۱۹۲۴) روی آورد و شاگردان فراوانی را تربیت کرد که از میانِ آنان، می‌توان به ایوری گیتلیس، هنریک شرینگ و ایدا هندل اشاره کرد.
یکی دیگر از دلایل شهرت او، توانایی‌اش در اجرایِ گسترهٔ وسیعی از سبک‌های موسیقی (از موسیقی باروک تا موسیقی معاصر) بود.
وی در دههٔ ۳۰ میلادی ساکن لندن بود. در سال ۱۹۳۹ میلادی، گشتاپو او را در آمستردام دستگیر کرد. کارل فلش در سال ۱۹۴۴ میلادی، در شهر لوکرن سوئیس درگذشت.